# 岩手県道138号宮古停車場線
岩手県道138号宮古停車場線（いわてけんどう138ごう みやこていしゃじょうせん）は、岩手県宮古市を通る一般県道である。

## 概要
JR山田線 宮古駅から岩手県道40号宮古岩泉線交点までの短距離路線である。

### 路線データ
- 終点：宮古停車場（宮古駅）
- 起点：宮古市末広町（岩手県道40号宮古岩泉線交点）

## 地理

### 通過する自治体
- 宮古市

### 交差する道路
- 岩手県道40号宮古岩泉線（宮古市末広町、終点）

### 沿線の施設など
- JR宮古駅